# Plegmatoptera
Plegmatoptera är ett släkte av insekter. Plegmatoptera ingår i familjen Dictyopharidae.
Kladogram enligt Catalogue of Life:
| Plegmatoptera | \| \| Plegmatoptera flaviscutellata \| \| \| \| \| \| Plegmatoptera prasina \| \| \| \| \| \| Plegmatoptera vicina \| \| \| \| |
|               | \| \| Plegmatoptera flaviscutellata \| \| \| \| \| \| Plegmatoptera prasina \| \| \| \| \| \| Plegmatoptera vicina \| \| \| \| |
|               | Plegmatoptera flaviscutellata                                                                                                  |
|               | |
|               | Plegmatoptera prasina |
|               | |
|               | Plegmatoptera vicina |
|               | |